# Zentraler Großmarkt der Präfektur Tokio

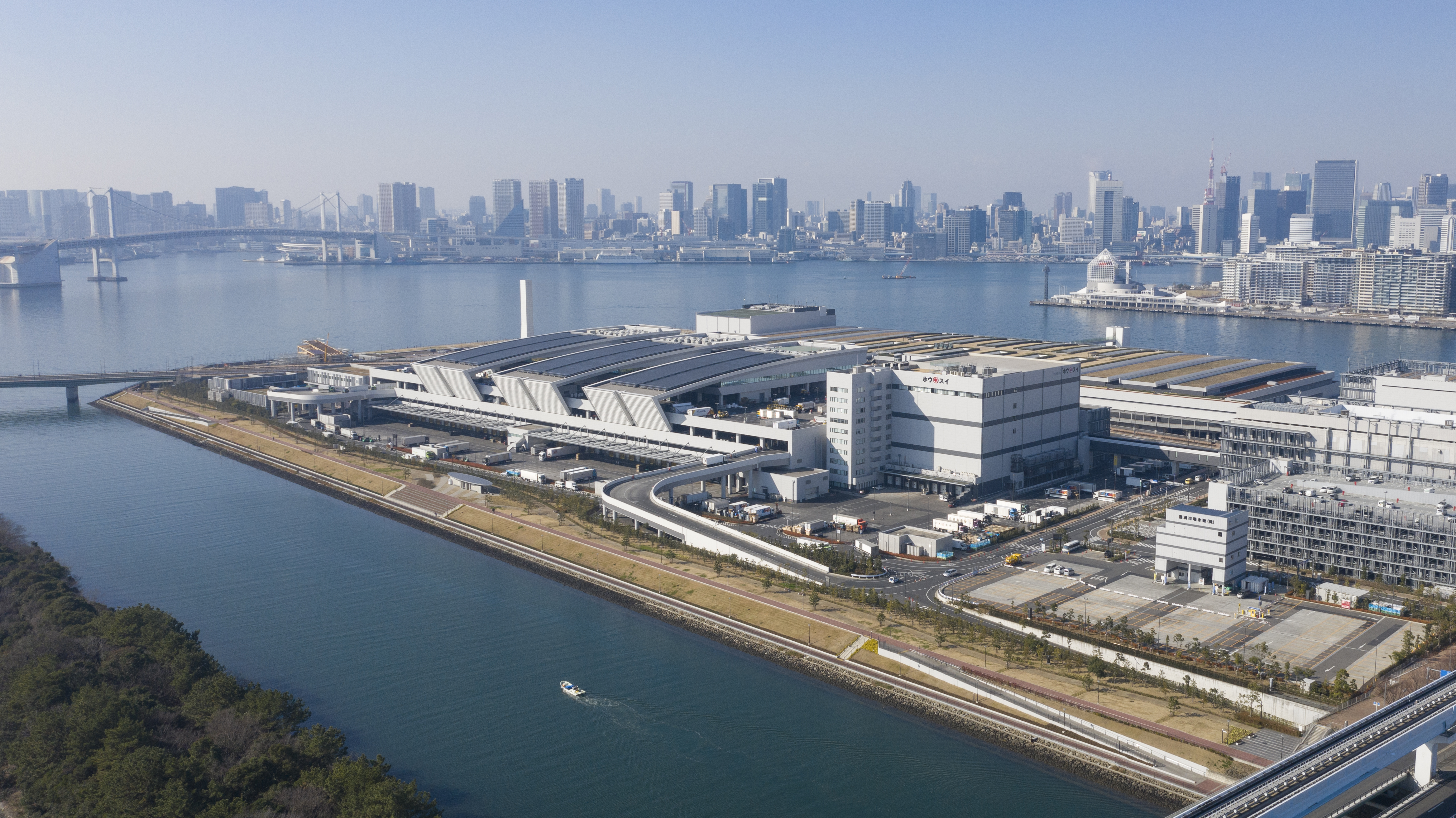
Der Markt Toyosu

Der zentrale Großmarkt der Präfektur Tokio (japanisch 東京都中央卸売市場 Tōkyō-to chūō oroshiuri shijō, englisch Metropolitan Central Wholesale Market) ist ein öffentliches Unternehmen in der japanischen Präfektur Tokio, das elf Großmärkte betreibt. Es untersteht der Abteilung für Industrie und Arbeit (sangyō-rōdō-kyoku) der Präfekturverwaltung Tokio. Der zentrale Großmarkt organisiert und reguliert die Auktionen auf den Großmärkten und die Transaktionen zwischen Großhändlern und Zwischenhändlern bzw. autorisierten Einkäufern und führt Gesundheitskontrollen durch.
Der zentrale Großmarkt ist nach dem „Großmarktgesetz“ (卸売市場法) eingerichtet, dessen aktuelle Fassung im Jahr 1971 verabschiedet wurde, dessen erste Version aber bereits im Kaiserreich als eine Reaktion auf die Reisunruhen von 1918 geschaffen wurde und 1923 in Kraft trat. Danach wurden von den Gebietskörperschaften betriebene öffentliche Großmärkte eingerichtet. In Tokio wurde der Bedarf dafür durch das Große Kantō-Erdbeben 1923 erhöht, das private Märkte schwer beschädigte. 1935 eröffnete die Stadt Tokio die Märkte Tsukiji, Kanda (damals am Yasukuni-dōri im heutigen Kanda-Tachō) und Kōtō (auf dem Standort des heutigen Ryōgoku Kokugikan in Ryōgoku am Sumida), weitere Märkte folgten in den nächsten Jahren. 1943 fiel die Verwaltung der Märkte bei der Auflösung der Stadtverwaltung an die Präfektur. Nach der Neufassung des Gesetzes 1971 entstanden einige neue Märkte, darunter der heutige Fleischmarkt, seit 1988 wurden zusätzlich zu den bisherigen Fisch-, Fleisch-, Obst- und Gemüsemärkten auch mehrere Blumenmärkte eröffnet.

## Heutige Märkte
- Markt Toyosu (Toyosu shijō) in Toyosu, Bezirk Kōtō, wohin der Markt Tsukiji mit seinem berühmten Fischmarkt 2018 verlegt wurde
- Fleischmarkt (shokuniku shijō) in Kōnan, Bezirk Minato, der einzige Fleischgroßmarkt
- Markt Ōta (Ōta shijō) in Tōkai, Bezirk Ōta
- Markt Toshima in Sugamo, Bezirk Toshima
- Markt Yodobashi in Kita-Shinjuku, Bezirk Shinjuku
- Markt Adachi in Senju-Hashidochō, Bezirk Adachi, ausschließlich ein Fischmarkt
- Markt Itabashi in Takashimadaira, Bezirk Itabashi
- Markt Setagaya in Ōkura, Bezirk Setagaya
- Markt Nord-Adachi (Kita-Adachi shijō) in Iriya, Bezirk Adachi
- Tama-New-Town-Markt in Nagayama, Stadt Tama
- Markt Kasai in Rinkaichō, Bezirk Edogawa